# Vania Guesheva
Vania Guesheva –en búlgaro, Ваня Гешева– (Brestovitsa, 6 de junio de 1960) es una deportista búlgara que compitió en piragüismo en la modalidad de aguas tranquilas.
Participó en los Juegos Olímpicos de Moscú 1980 y Seúl 1988, obteniendo un total de cuatro medallas: una de oro, dos de plata y una de bronce. Ganó cinco medallas en el Campeonato Mundial de Piragüismo entre los años 1977 y 1986.

## Palmarés internacional
| Juegos Olímpicos   | Juegos Olímpicos      | Juegos Olímpicos  | Juegos Olímpicos |
| Año                | Lugar                 | Medalla           | Competición      |
| ------------------ | --------------------- | ----------------- | ---------------- |
| 1980               | Moscú (URSS)          | Medalla de plata  | K1 500 m         |
| 1988               | Seúl (Corea del Sur)  | Medalla de oro    | K1 500 m         |
| 1988               | Seúl (Corea del Sur)  | Medalla de plata  | K2 500 m         |
| 1988               | Seúl (Corea del Sur)  | Medalla de bronce | K4 500 m         |
| Campeonato Mundial |                       |                   |                  |
| Año                | Lugar                 | Medalla           | Competición      |
| 1977               | Sofía (Bulgaria)      | Medalla de bronce | K2 500 m         |
| 1978               | Belgrado (Yugoslavia) | Medalla de plata  | K4 500 m         |
| 1983               | Tampere (Finlandia)   | Medalla de plata  | K1 500 m         |
| 1986               | Montreal (Canadá)     | Medalla de oro    | K1 500 m         |
| 1986               | Montreal (Canadá)     | Medalla de bronce | K2 500 m         |